# The Lodge (Wakulla Springs)
The Lodge à Wakulla Springs est un hôtel américain historique situé à Wakulla Springs, comté de Wakulla, dans la région de Big Bend en Floride. Construit à partir de 1935, ce lodge installé dans le parc d'État Edward Ball Wakulla Springs (en) est membre des Historic Hotels of America depuis 2016.

## Histoire
En 1934 le financier Edward Ball (en) achète des terrains autour de la source principale et développe des plans pour ajouter un hôtel et plus de terrain. Le lodge est ouvert en 1937.
Edward Ball meurt en 1981, laissant la propriété des Springs à charge de la Edward Ball Wildlife Foundation. Mais la Fondation est insolvable, et la Fondation Nemours (en) est nommée fiduciaire. En 1986 l'État achète les Springs et les 2 860 ha environnants à la Fondation Nemours pour 7,15 millions de dollars et crée le parc d'État Edward Ball Wakulla Springs. En 1993 le parc d'État de Wakulla Springs est désigné district historique et archéologique national.
En 1995 lors de la rénovation du pavillon historique, l'archéologue d'État Calvin Jones découvre des artefacts préhistoriques, confirmant la présence humaine dans la région il y a plus de 12 000 ans.
En 2014, le Lodge est géré par une concession privée.

## Description
Le plafond peint de son hall d'entrée (538 m2 soit 5 800 pieds carrés) a été restauré dans les années 2000. Il présente dans un remarquable mélange de styles, y compris des touches d'Art nouveau, des scènes historiques de Floride, quatre galères espagnoles et quatre oiseaux tropicaux.
Le parloir abrite le plus long comptoir de bar connu en marbre, à 21,4 m, soit 70 pieds et 3 pouces. Les plaques de marbre de sa face avant sont tirées d'un seul morceau de marbre coupé et aligné, avec les feuilles de marbre retournées dos à dos pour créer un motif symétrique à chaque joint. Le dessus a été coupé en longueurs pour le transport, et a été réaligné dans l'ordre au montage pour que le grain du marbre corresponde.
Au bout du comptoir se trouvent les vestiges du premier bureau de poste du comté de Wakulla, dont les grilles en fer forgé, une balance postale et des timbres d'annulation.

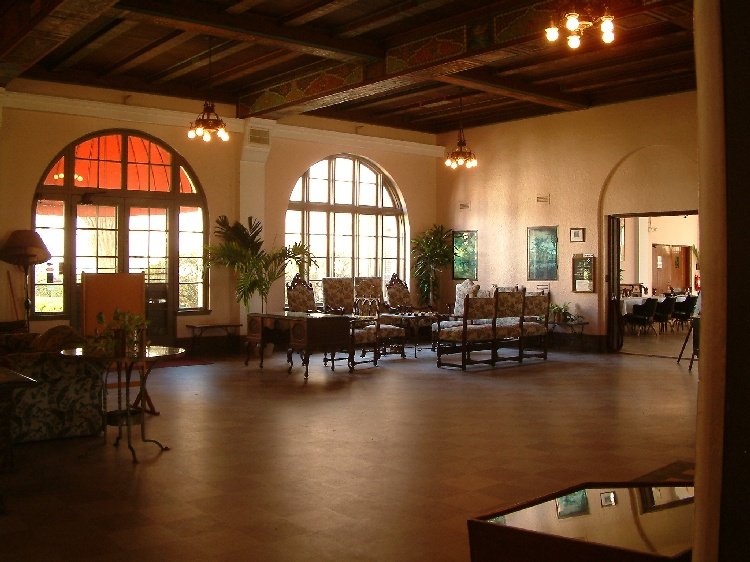
Côté ouest du hall d'entrée
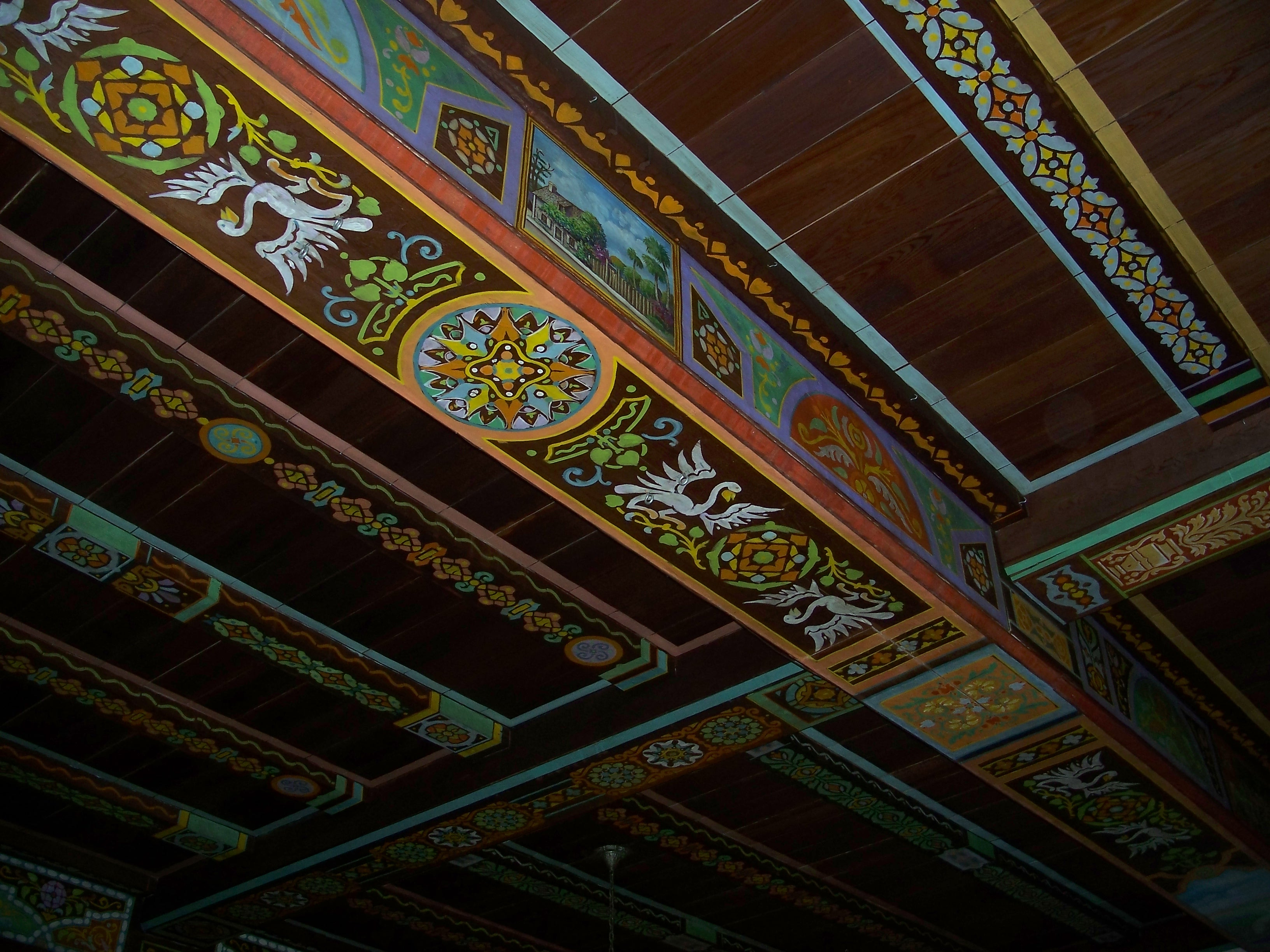
Un détail du plafond du hall d'entrée
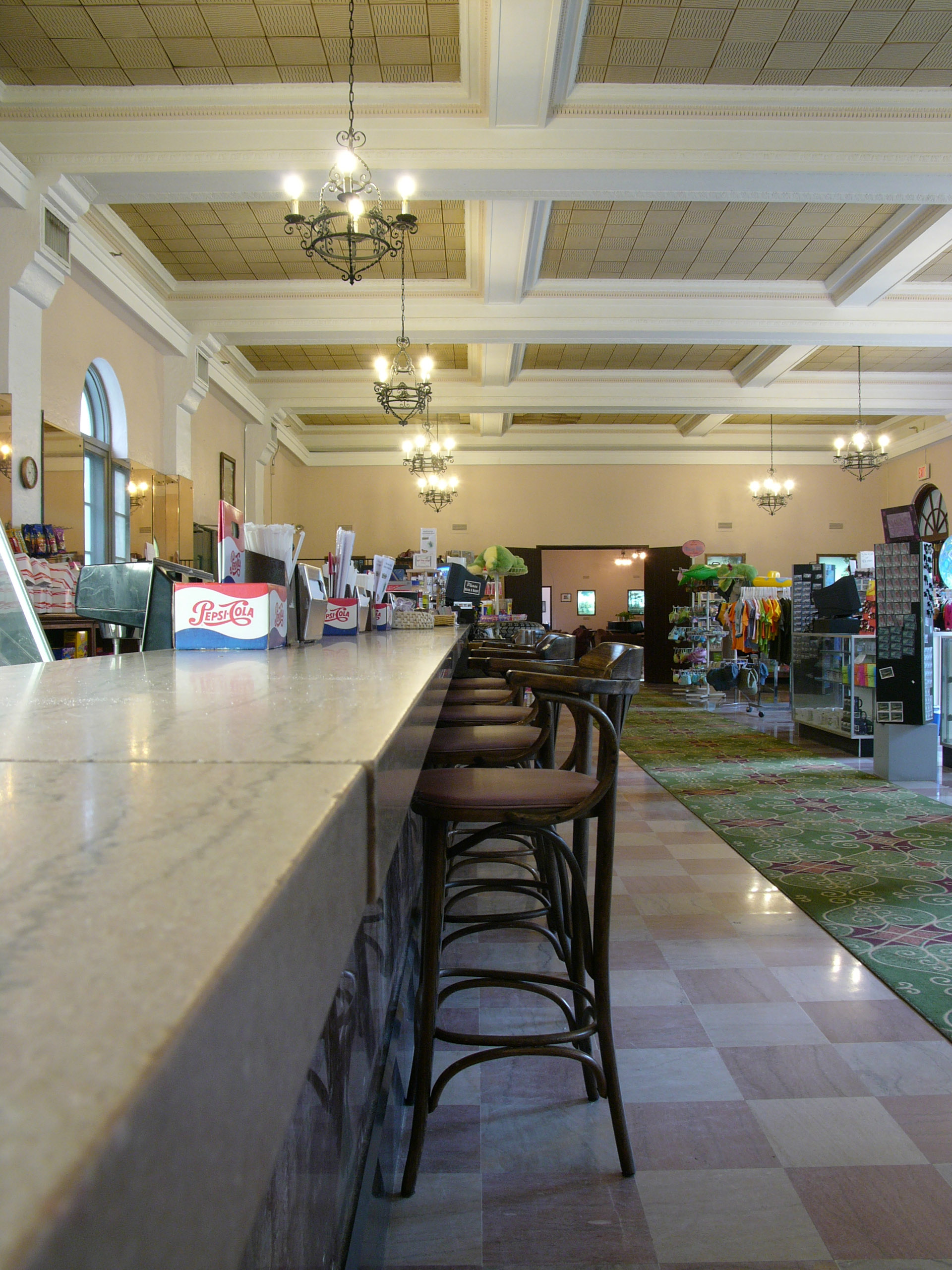
Le comptoir du bar
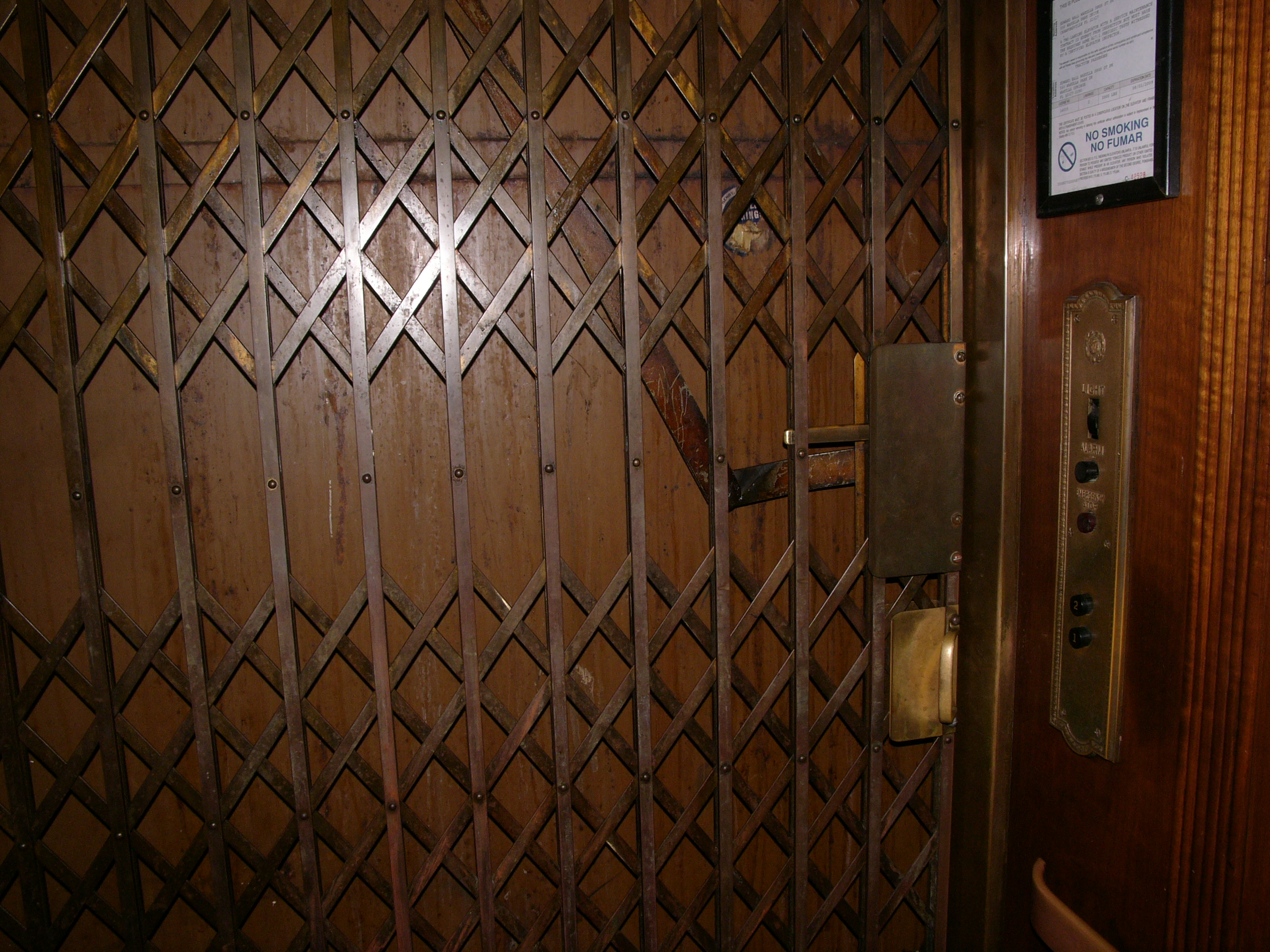
Probablement le plus ancien ascenseur encore en fonctionnement en Floride